# Nakatsuka Ippekirō

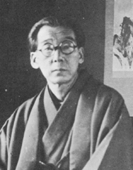
Nakatsuka Ippekirō

Nakatsuka Ippekirō (japanisch 中塚 一碧楼, Go auch einfach Ippeki, eigentlich Nakatsuka Naozō; geboren 24. September 1887 in Tamashima (Präfektur Okayama); gestorben 31. Dezember 1946 in Tokio) war ein japanischer Haiku-Dichter.

## Leben und Wirken
Nakatsuka Ippekirō wurde zur Zeit, da er die Mittelschule in Okyama besuchte, christlich getauft. 1907 ging er nach Tokio und begann an der Waseda-Universität ein Studium im Fach Handelswissenschaften. Er schloss sich der Gruppe „Waseda Ginsha“ (早稲田 吟社) um Iida Dakotsu (1885–1962) und anderen an und schrieb Beiträge für die Haiku-Spalte der Zeitung „Kokumin Shimbun“ (国民新聞), beeinflusst von der damals vorherrschenden naturalistischen Literatur.
Ab 1908 wurde Nakatsuka als prominenter Autor einer neuen Haiku-Richtung von Kawahigashi Hekigotō (1873–1937) vorgestellt, indem dieser ihn in der Auswahl „Japanise Haiku“ – publiziert in der Haiku-Sektion des Magazins „Nihon oyobi Nihonjin“ (日本及日本人) – vorstellte. 1909 war er der wichtigste Autor der neuen Richtung. Ende 1910 schrieb er Beiträge für das Haiku-Magazin „Jisen Haiku“ (自選俳句), das alle Beiträge ungeprüft aufnahm. Im folgenden Jahr nahm er sein Studium an der Waseda-Universität wieder auf, stellte eine Haiku-Sammlung unter dem Titel „Ein Versuch“ (試作, Shisaku) zusammen, die er 1912 unter dem Titel „Erste Arbeit“ (第一作, Daiissasku) veröffentlichte. Damit präsentierte er umgangssprachlich abgefassten Haiku in freier Form.
Ab 1915 gab Nakatsuka zusammen mit Kawahigashi das Magazin „Kaikō“ (海紅) heraus und wurde nach Kawahigashis Tod 1936 Hauptherausgeber. Zusammen mit „Sōun“ (層雲) waren das die wichtigsten Magazine für den Haiku in freier Form, die im Umlauf waren. Seine Texte waren zuerst dekadent geprägt, entwickelte sich dann aber zu einem frischen und schlichten lyrischen Stil. Er hinterließ die Gedichtsammlungen „Hakagura“ (はかぐら) 1913, „Ippekirō Daini Kushū“ (一碧楼第二句集) 1920 bis „Ippekirō Daigo Kushū“ (一碧楼第五句集) 1932, „Ippekirō Kushō“ (一碧楼句抄) (1949).